# Pasta Di Martino
Pastificio Di Martino, è un'azienda italiana specializzata nella produzione di pasta secca, con sede a Gragnano, in Campania. Fondata nel 1912 dalla famiglia Di Martino, produce pasta di Gragnano IGP ed è attiva anche nei mercati internazionali.
L’azienda è rimasta a conduzione familiare e oggi è guidata dalla terza generazione, rappresentata dall’amministratore delegato Giuseppe Di Martino.

## Storia
Il pastificio fu avviato nel 1912 quando gli antenati della famiglia Di Martino acquisirono uno stabilimento per la produzione di pasta a Gragnano. Già nel 1915 l’azienda iniziò a esportare oltreoceano: secondo fonti giornalistiche, in quell’anno una fornitura di pasta Di Martino attraversò per la prima volta il Canale di Panama, destinata alle comunità di immigrati italiani sulla costa occidentale degli Stati Uniti.
Durante il XX secolo il pastificio rimase sotto la gestione della famiglia Di Martino, attraversando periodi difficili come le due guerre mondiali e continuando l’attività nel dopoguerra.
Negli anni 2000 l’azienda ha intrapreso un percorso di espansione. Nel 2013 ha acquisito lo storico marchio Pastificio Antonio Amato di Salerno, ampliando la propria presenza produttiva in Campania. Successivamente, nel 2017, ha rilevato il 67% della società emiliana Grandi Pastai Italiani, specializzata in pasta fresca (gnocchi e prodotti analoghi). Questa operazione, la prima in Italia in cui un pastificio di pasta secca acquisisce un produttore di pasta fresca, ha comportato un ampliamento delle capacità produttive e della gamma di prodotti. Grazie a queste acquisizioni, il Pastificio Di Martino ha raggiunto un totale di sette stabilimenti produttivi distribuiti in tre regioni (Campania, Emilia-Romagna e Lombardia).

## Collaborazioni e iniziative
Nel 2017 ha lanciato, in partnership con la casa di moda Dolce & Gabbana, una linea limitata di confezioni di pasta con grafica e design speciali dedicati all’italianità, prodotta in soli 5.000 esemplari. Nello stesso periodo il pastificio è diventato official pasta partner della James Beard Foundation di New York, aumentando la propria presenza nel mercato statunitense.
Nel novembre 2017 ha inaugurato uno spazio dedicato all'interno di FICO Eataly World a Bologna, il più grande parco agroalimentare del mondo. Questo spazio offre ai visitatori l'opportunità di scoprire oltre 120 formati di pasta e di partecipare a esperienze culinarie che celebrano la tradizione della pasta di Gragnano.
Dal 2020 l’azienda sostiene il Teatro di San Carlo di Napoli in qualità di sponsor: ad esempio, ha contribuito alla realizzazione delle prime rappresentazioni in streaming dell’ente lirico durante la pandemia di COVID-19. Sempre nel 2020 il pastificio ha dedicato al San Carlo una linea di cofanetti regalo in latta decorati ispirati all’opera, a testimonianza del legame tra il marchio e la tradizione culturale partenopea.
Nel novembre 2021, l'azienda ha aperto "La Devozione" presso il Chelsea Market di New York, segnando la sua prima presenza fisica negli Stati Uniti. La Devozione è stata riconosciuta dalla Guida Michelin nel 2022 come uno dei nuovi ristoranti di rilievo a New York, sottolineando l'importanza della pasta secca anche nell'alta ristorazione.

## Premi e riconoscimenti
Il Pastificio Di Martino ha ricevuto diversi riconoscimenti per la qualità dei suoi prodotti e per l'innovazione nel design del packaging. Nel 2023, il cofanetto “’A Pummarola”, realizzato in collaborazione con Dolce & Gabbana, è stato premiato nella categoria Special Awards, Packaging agli Italian Food Awards USA. Il riconoscimento ha celebrato non solo la qualità del prodotto, ma anche l’originalità del design ispirato all’iconografia mediterranea, frutto della partnership tra il pastificio campano e la maison di moda italiana.
Anche negli anni precedenti, la collaborazione tra Di Martino e Dolce & Gabbana aveva ottenuto consensi: nel 2019, la “Dolce & Gabbana Special Edition Gift Box” era stata premiata nella categoria packaging per il suo stile distintivo e la valorizzazione della tradizione culinaria italiana.
Un anno prima, nel 2018, la linea “Avvolti a Mano Dolce & Gabbana” aveva ricevuto un premio analogo, riconoscendo l'attenzione al dettaglio e alla presentazione come elementi chiave del posizionamento del marchio.